# Alexandre d'Acarnània
Alexandre d'Acarnània (grec antic: Άλέξανδρος) fou un militar i polític de la Grècia hel·lenística.
Alexandre era amic de Filip III de Macedònia, però el va abandonar i va obtenir el favor del selèucida Antíoc III el Gran, que el va admetre a les deliberacions més secretes. Alexandre va aconsellar d'envair Grècia amb perspectives de victòria el 192 aC, i Antíoc el va escoltar. A la batalla de Cinoscèfals, Alexandre va ser ferit, però va poder portar la notícia de la derrota al rei, que era a Trònion, al golf Malíac; el rei selèucida es va retirar de Grècia i Alexandre, ferit, va seguir el rei, i quan van arribar a Cenèon (Eubea) va morir, i fou enterrat allí el 191 aC.